# بخش مرکزی شهرستان لنجان
بخش مرکزی شهرستان لنجان یکی از بخش‌های تابع شهرستان لنجان در استان اصفهان ایران است.

## تقسیمات کشوری
- بخش مرکزی شهرستان لنجان 
  - دهستان اشیان
  - دهستان کاریز

شهرها: زرین شهر ، سده لنجان ، چمگردان ، ورنامخواست ، زاینده‌رود ، باغشاد

## جمعیت
براساس سرشماری عمومی نفوس و مسکن در سال ۱۳۹۵، جمعیت بخش مرکزی شهرستان لنجان برابر با ۲۶۲،۹۱۲ نفر بوده‌است.